# Charles Sedley
Sir Charles Sedley, angleški dramatik, * marec 1639, † 20. avgust 1701.